# Gourin
Gourin är en kommun i departementet Morbihan i regionen Bretagne i nordvästra Frankrike. Kommunen ligger i kantonen Gourin som tillhör arrondissementet Pontivy. År 2022 hade Gourin 3 892 invånare.

## Befolkningsutveckling
Antalet invånare i kommunen Gourin
| Referens: INSEE |